# Картузов, Николай Васильевич
Николай Васильевич Картузов (4 января 1943 — 9 июня 2004) — российский дипломат. Чрезвычайный и полномочный посол (1998).

## Биография
Окончил МГИМО МИД СССР (1968), Дипломатическую академию МИД СССР (1983) и факультет повышения квалификации при Дипломатической академии МИД СССР (1989). 
На дипломатической работе с 1968 года.
- В 1991—1994 годах — советник-посланник Посольства СССР/России в Ливане.
- С 22 августа 1994 по 6 августа 1999 года — чрезвычайный и полномочный посол Российской Федерации в Ираке[1][2].
- В 1999—2002 годах — посол по особым поручениям МИД Российской Федерации.
- С 2 июля 2002 по 9 июня 2004 года — чрезвычайный и полномочный посол Российской Федерации в Египте[3][4].

## Награды
- Орден Почёта (12 мая 1998)[5] — За большой вклад в проведение внешнеполитического курса России и многолетнюю добросовестную работу.
- Почётная грамота Министерства иностранных дел Российской Федерации.

## Дипломатический ранг
- Чрезвычайный и полномочный посланник 1 класса (20 июня 1994)[6]
- Чрезвычайный и полномочный посол (6 февраля 1998)[7]

## Личная жизнь
Был женат, имел дочь и сына. Владел арабским, английским и французским языками.